# Tetragnatha kapua
Tetragnatha kapua là một loài nhện trong họ Tetragnathidae.
Loài này thuộc chi Tetragnatha. Tetragnatha kapua được miêu tả năm 2003 bởi Gillespie.